# جورج شلوبفر
جورج شلوبفر هو مبارز بالسيف سويسري، مثّل بلاده في الألعاب الأولمبية الصيفية 1948.

## روابط رياضية
جورج شلوبفر على موقع أوليمبيديا (الإنجليزية)